# Julia Beck
Augusta Lovisa Julia Beck, född 20 december 1853 i Stockholm, död 21 december 1935 i Vaucresson i Frankrike, var en svensk landskapsmålare och kalligraf. 

## Biografi
Julia Beck var dotter till bokbindaren Franz Beck. Hon utbildade sig på Slöjdskolan i Stockholm 1869–1872 och vid Konstakademien i Stockholm 1872–1878 och utmärkte sig där för sina konstnärligt utförda textningar samt var aktiv i den kvinnliga gruppen konststudenter som gav ut tidningen Palett-skrap. 
Hon studerade därefter på Académie Julien i Paris för Léon Bonnat och Jean-Léon Gérôme (1883–1884) och bosatte sig i Paris 1883. Hon vistades också i Grez-sur-Loing 1882–1884. Hon höll dock kontakten med Sverige. Redan på konstakademien fick hon nära vänner som Karin Bergöö, Jenny Nyström och Eva Bonnier. 
Hon målade porträtt och stämningsfulla landskap med sparsamma färger. Beck finns representerad vid bland annat Norrköpings konstmuseum, Nationalmuseum och Prins Eugens Waldemarsudde i Stockholm. 
År 1934 tilldelades hon Hederslegionen.

## Galleri

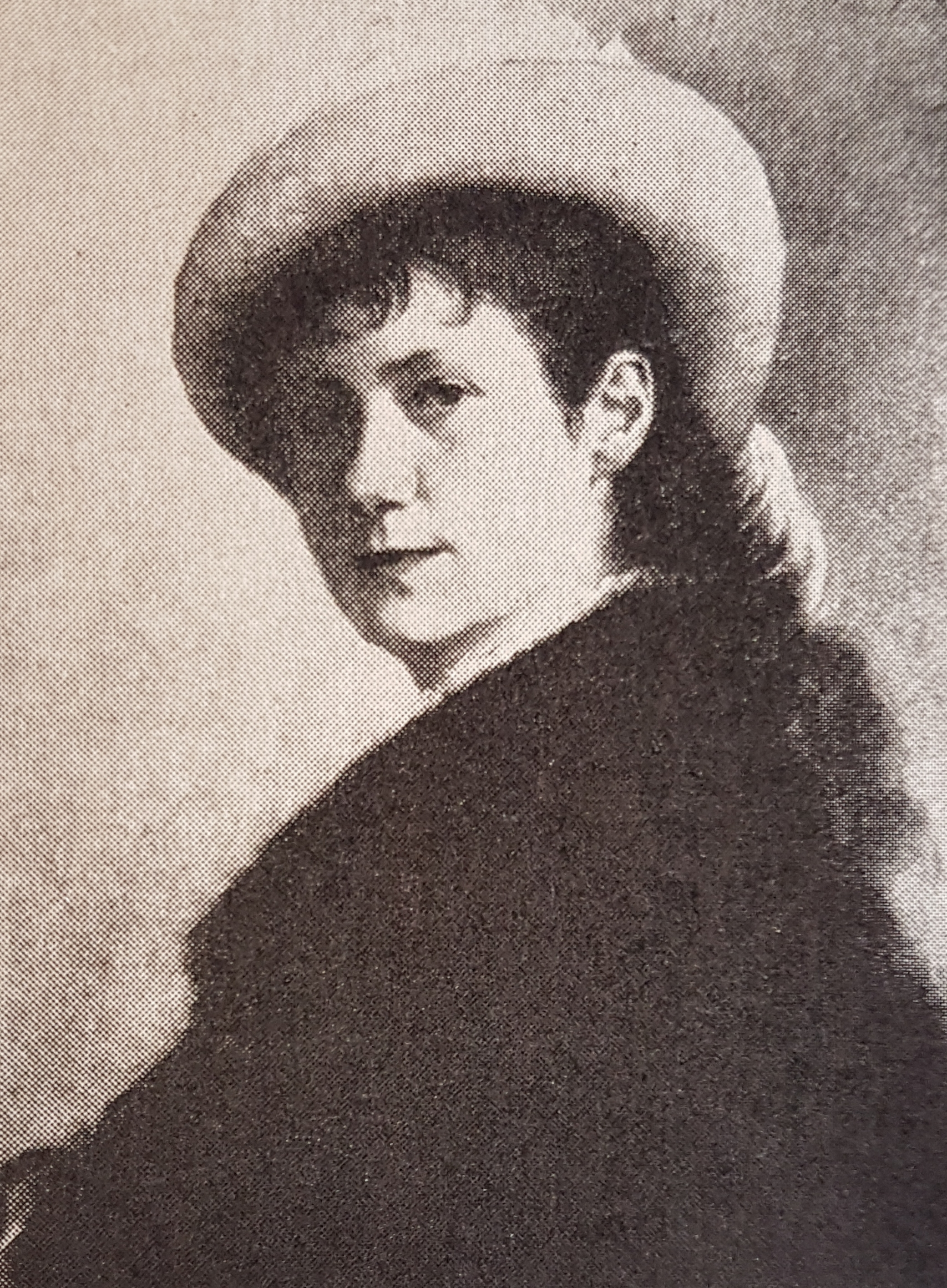
Självporträtt (1880)
Konstnären Julia Beck (utförd av Richard Bergh 1892)
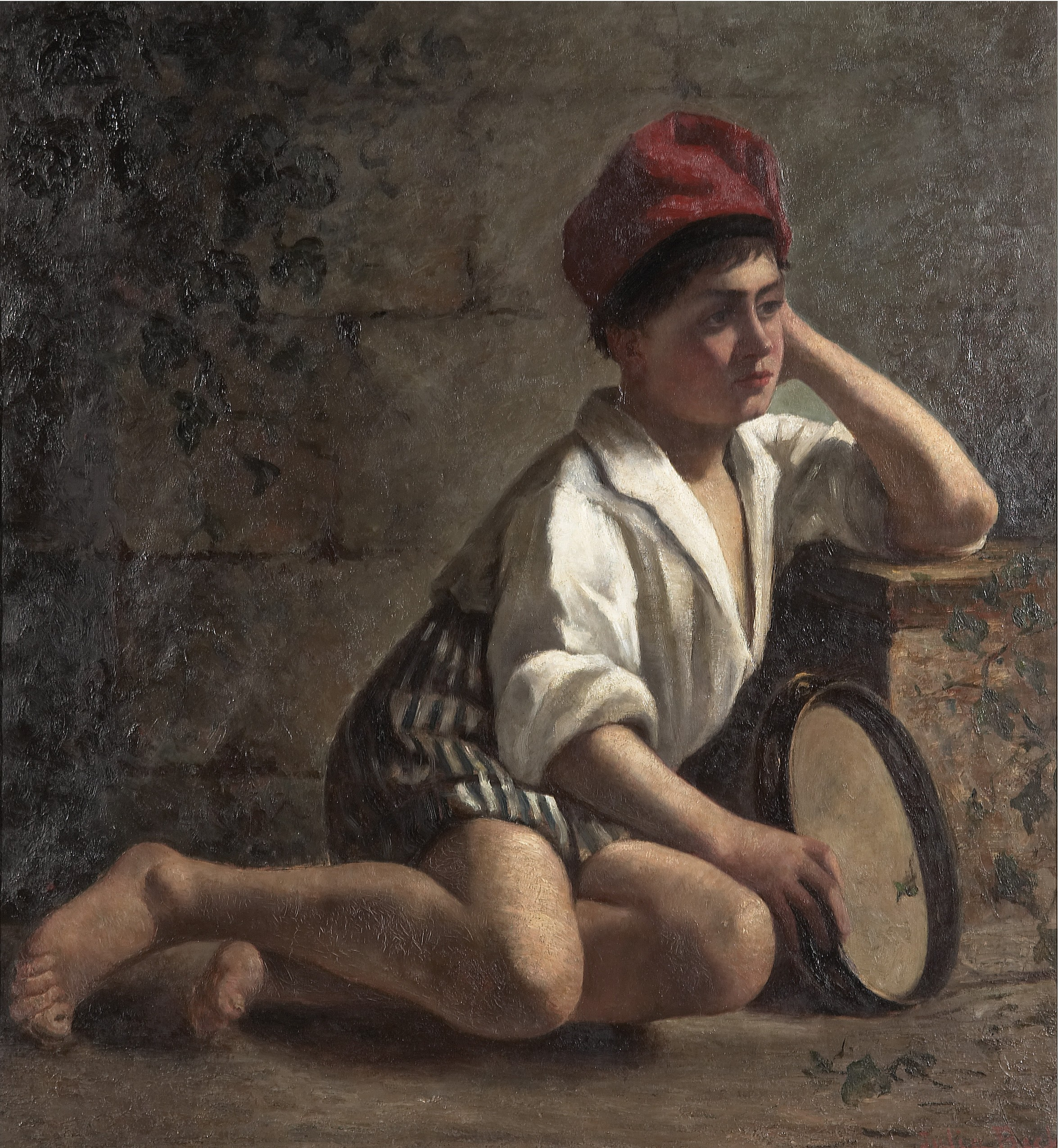
Pojke med tamburin.
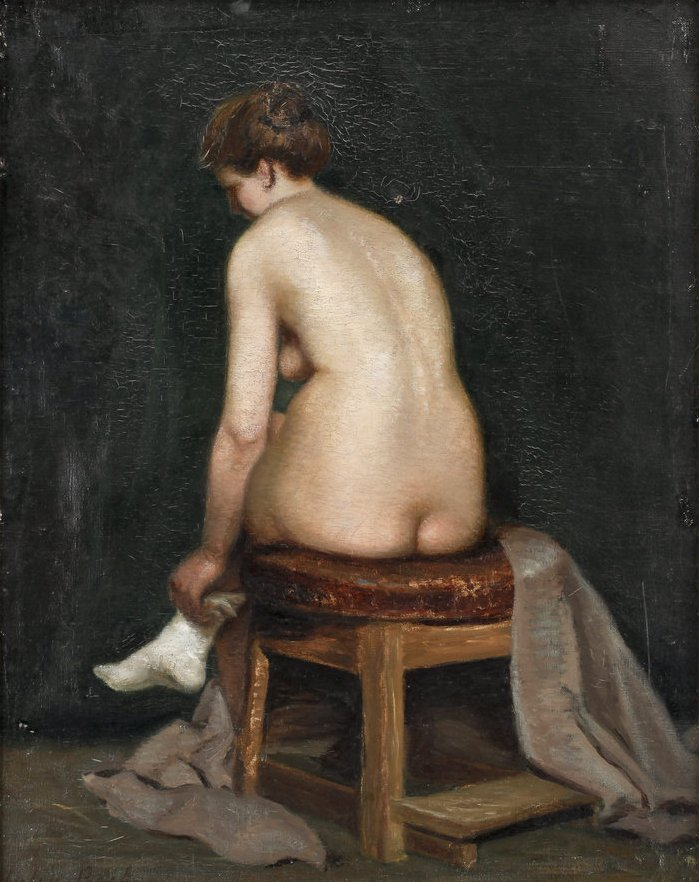
Kvinna som klär av sig på en pall.
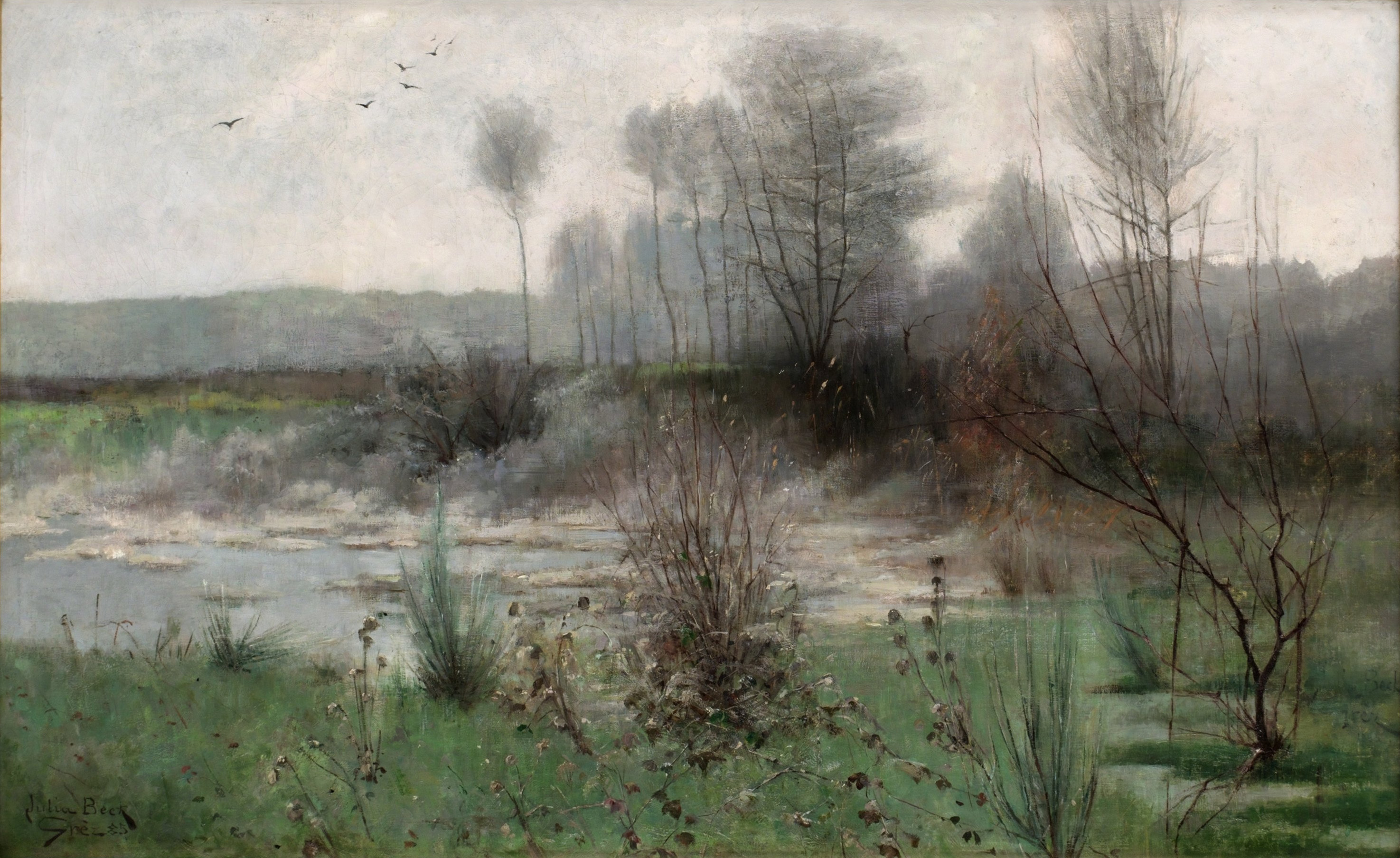
Franskt landskap (1885).
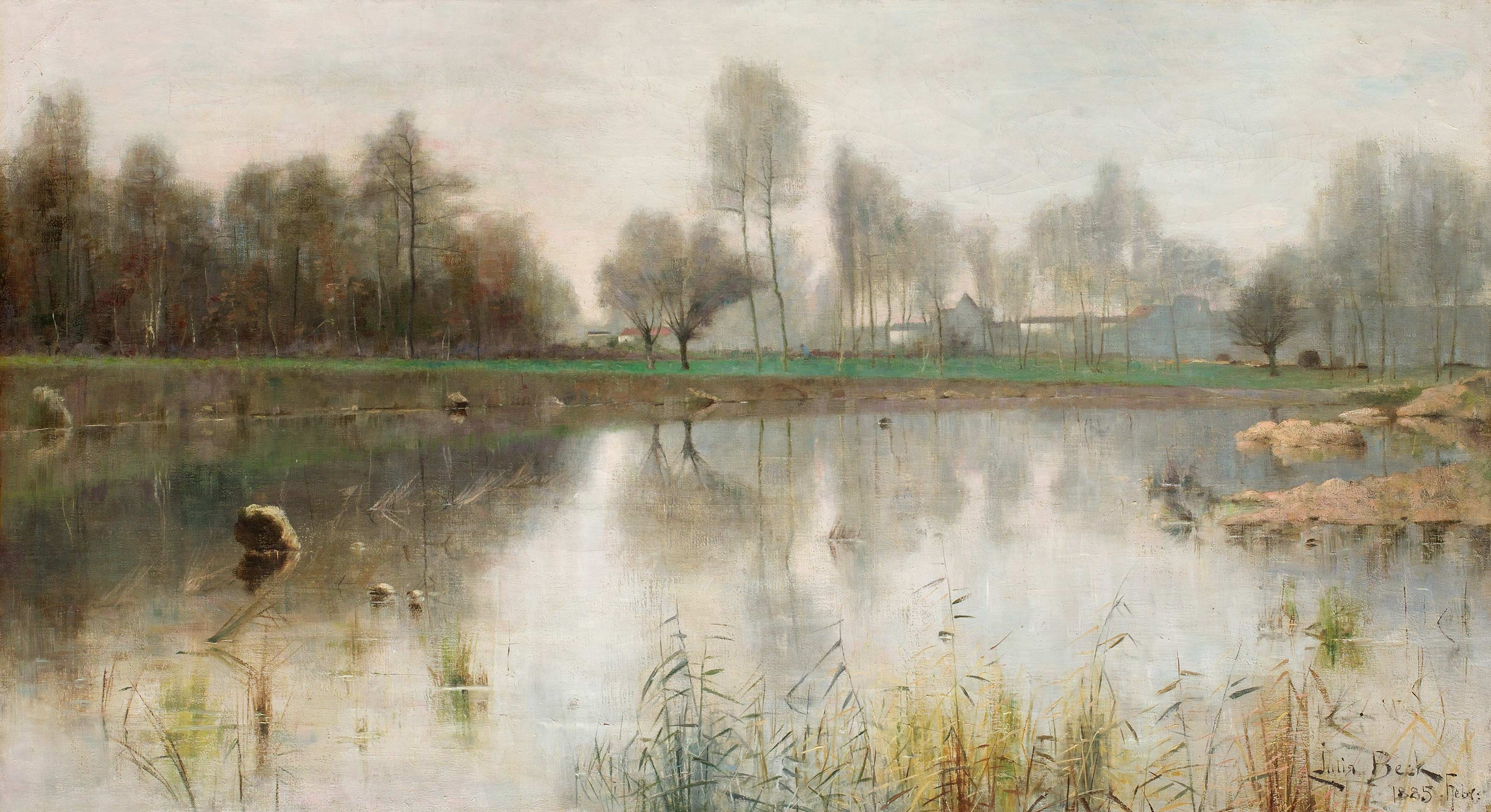
Gréz par nemours (Seine et marne) (1885).
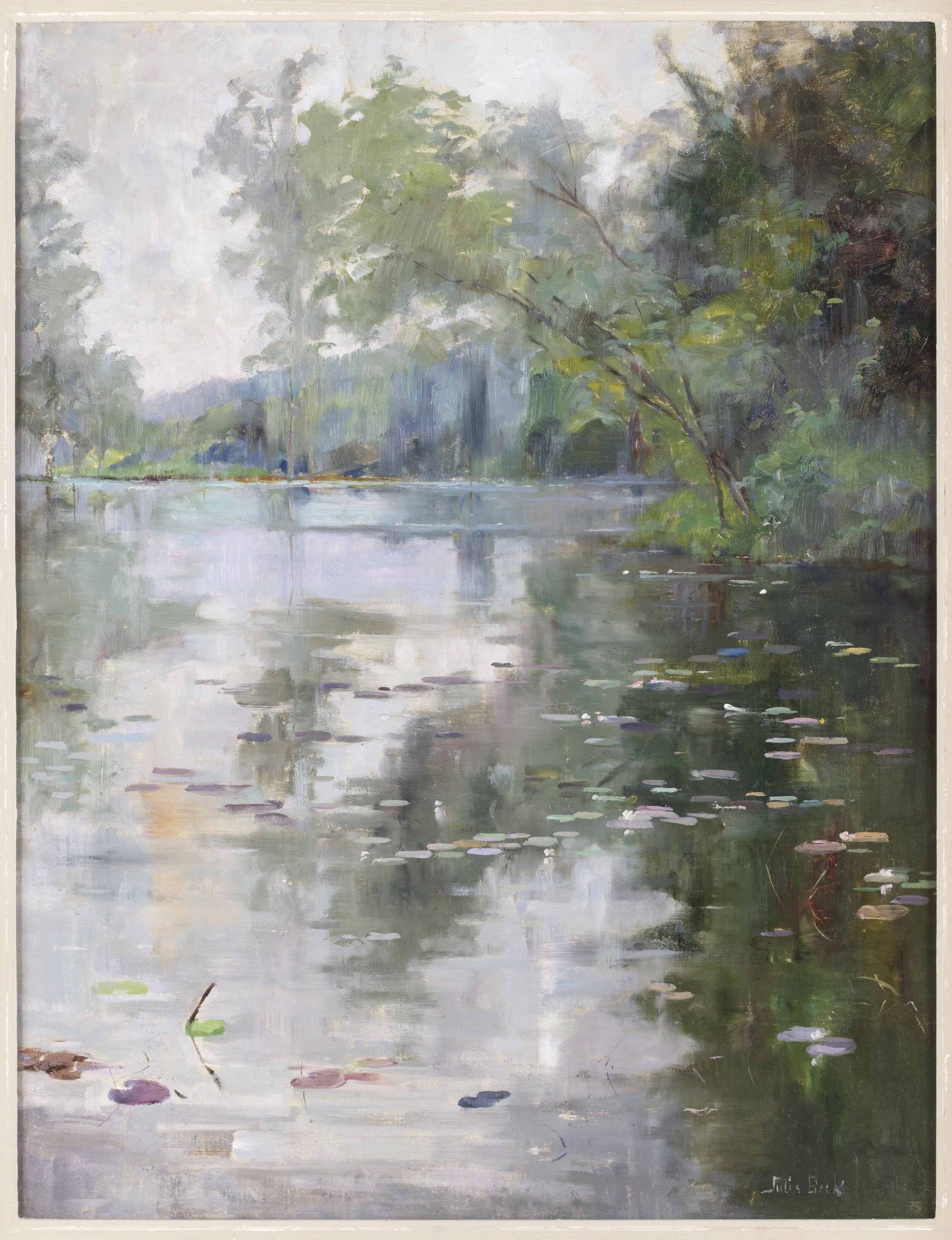
Nénuphars (Näckrosor) (cirka 1887–1888).
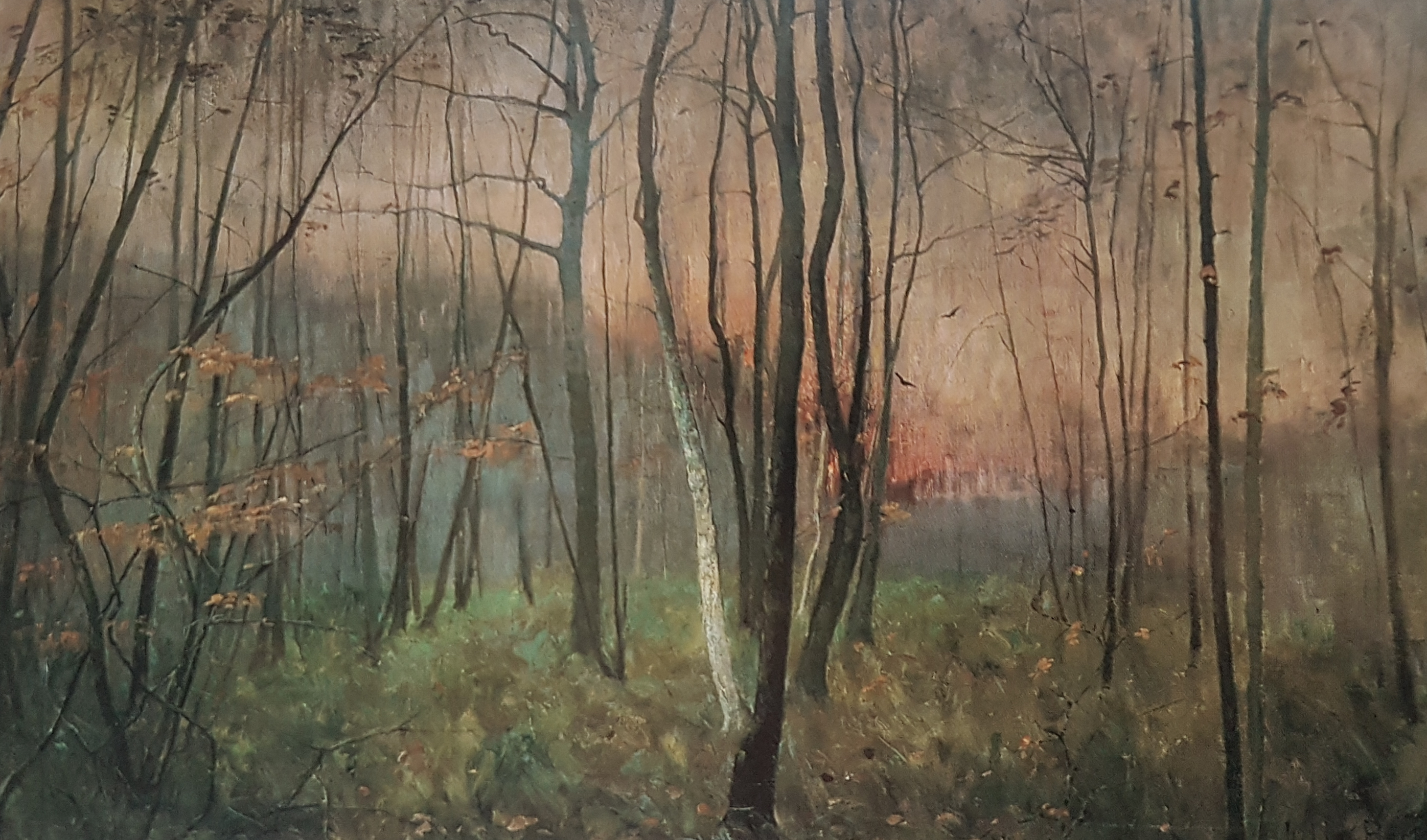
Coucher de soleil